# Bulbophyllum gyaloglossum
Bulbophyllum gyaloglossum är en orkidéart som beskrevs av Jaap J. Vermeulen. Bulbophyllum gyaloglossum ingår i släktet Bulbophyllum och familjen orkidéer. Inga underarter finns listade i Catalogue of Life.